# يان رايت (رسام توضيحي)
يان رايت (بالإنجليزية: Ian Wright)‏ هو رسام توضيحي بريطاني، ولد في 1953.

## وصلات خارجية
- يان رايت على موقع ميوزك برينز (الإنجليزية)
- يان رايت على موقع ديسكوغز (الإنجليزية)